# Paul Potts
Ne doit pas être confondu avec Pol Pot.
Paul Potts, né le 13 octobre 1970 à Bristol, est un ténor britannique. Le 17 juin 2007, il remporte la finale de la première saison de l'émission Britain's Got Talent  diffusée par la chaîne de télévision ITV. Il est passé en quelques jours d’un modeste poste d’employé dans une entreprise de téléphonie mobile au statut de célébrité médiatique.

## Jeunesse
Paul Robert Potts a grandi dans une banlieue de Bristol en Angleterre. Issu d'un milieu modeste, son père Roland était conducteur d’autobus et sa mère Yvonne (née Higgins) caissière dans un supermarché. Il a deux frères et une sœur.
Depuis sa plus tendre enfance, il est passionné par le chant. Il chante dans la chorale de son école et dans plusieurs chorales et chœurs de diverses églises de Bristol. À 16 ans, il achète son premier disque d'opéra. Che Gelida Manina interprété par José Carreras est pour lui une révélation et La Bohème de Giacomo Puccini demeure, à ce jour, son opéra favori.
En 1993, il obtient un Honours degree en sciences humaines.

## Débuts

### Carrière amateur
C'est en 1999 que Paul Potts se lance dans l'aventure de l'opéra. Il participe à un karaoké, déguisé en Luciano Pavarotti, puis participe à un jeu télévisé My Kind of Music (en) où il gagne 8 000 £, ce qui lui permet de financer un voyage de trois mois en Italie pour apprendre la langue et le chant. Au cours de sa formation, il a l'occasion de réaliser le rêve de sa vie : chanter devant son idole, Luciano Pavarotti.
Il débute alors une carrière d'amateur, d'abord dans des petits rôles : le prince de Perse et le héraut dans le Turandot de Puccini dans le Bath Opera, une association qui collecte des fonds pour des actions caritatives dans la région de Bath. Puis il y interprète, à quatre reprises, un second rôle soliste : Basilio dans les Noces de Figaro de Mozart en 2000, Don Carlos dans Don Carlos de Verdi en 2001, Don Ottavio dans Don Giovanni de Mozart en 2003 et, la même année, Radames dans Aïda de Verdi. En mai 2003 il interprète également le rôle du Chevalier des Grieux dans Manon Lescaut de Puccini dans une troupe d'amateurs, la Southgate Opera Company of London. En outre, il chante avec un petit ensemble du Royal Philharmonic Orchestra devant un public de 15 000 personnes. Il ne reçoit aucune rémunération pour toutes ces prestations.
Dans plusieurs interviews, Paul Potts a révélé qu'il avait chanté dans Aïda malgré l'avis des médecins qui devaient l'opérer d'une tumeur bénigne aux glandes surrénales, opération durant laquelle on découvre un éclatement de son appendice. Il remonte sur scène peu de temps après l'intervention pour chanter dans Manon Lescaut. Cette année noire se termine par un accident de vélo dans lequel il subit le coup du lapin et se casse la clavicule, ce qui met un terme à ses ambitions lyriques. Il sombre dans la dépression et se retrouve dans de graves difficultés financières.

### Britain's Got Talent
Pour vivre, il travaille d'abord pendant deux années dans la chaîne de supermarché Tesco, puis occupe un poste de gestionnaire dans un magasin de la société de téléphonie mobile Carphone Warehouse. C'est dans cette situation qu'il découvre sur son ordinateur, début 2007, l'annonce du casting pour le Britain's Got Talent, un télé-crochet, l'équivalent anglais de l'émission française Incroyable talent. Indécis, il joue à pile-ou-face avec une pièce de 10 pences. Le sort le fait se décider à envoyer sa candidature et prendre ainsi une décision qui va bouleverser sa vie :         
« J'ai encore eu le courage de participer à cette audition et à continuer de monter sur scène. J'ai été très soulagé quand ils m'ont dit que je pouvais utiliser la bande-son d'accompagnement que j'avais prise avec moi. J'aime bien quand je peux voir le public et chanter pour lui, aussi je me focalisais sur les spectateurs et pas sur les juges, et j'ai simplement chanté. »
Paul Potts passe sa première audition pour le show Britain's Got Talent au Wales Millennium Center de Cardiff, le 17 mars 2007, enregistrement qui sera diffusé sur la chaîne de télévision britannique ITV1 le 9 juin suivant. Sous le regard sceptique des spectateurs et du jury composé de Simon Cowell, Amanda Holden et Piers Morgan il interprète aria Nessun dorma, extrait de l'opéra Turandot de Giacomo Puccini.
Lors de la demi-finale le 14 juin 2007, il interprète la chanson italienne Con te partirò, popularisée en 1995 par Andrea Bocelli.
Pour la finale du concours le 17 juin 2007, il interprète à nouveau la version intégrale avec chœurs de Nessun Dorma. Il cumule ce soir-là plus de deux millions de votes téléphoniques enregistrés, et gagne le prix de 100 000 £ assorti d'un contrat d'un montant équivalent avec Sony BMG.

### Carrière professionnelle internationale
Édité le 16 juillet 2007, son premier album One Chance décroche immédiatement la première place des ventes au Royaume-Uni[réf. nécessaire]. Le 3 décembre 2007, il se produit devant la reine Élisabeth II au cours de la Royal Variety Performance. Le Premier ministre Gordon Brown lui remet un disque de platine pour avoir vendu 2 000 000 d'exemplaires de son album.
En janvier 2008, il commence une tournée mondiale de 55 représentations prévues initialement, mais compte tenu de l'accroissement de sa popularité, c'est finalement plus de 100 fois, et dans 23 pays différents, qu'il se produit dans l'année, dans des salles de concert, mais aussi dans des stades et des arènes. En juillet 2008, Deutsche Telekom diffuse à la télévision et au cinéma une publicité centrée sur sa prestation au Britain's Got Talent.
Le 21 février 2009, Paul Potts est nommé aux Echo Awards en Allemagne pour le titre du meilleur album de l'année et il remporte l'Echo Award 2009 du meilleur artiste ahagad masculin international. En mai, son premier album One Chance dépasse les 3,5 millions de ventes[réf. nécessaire] et il sort un second album Passion, plus classique que le précédent. Parallèlement, il entreprend un second tour du monde qui le verra se produire à nouveau en Australie, aux États-Unis, au Canada, en Europe, en Amérique du Sud et en Asie.

## Critiques
Face à cet énorme succès populaire, les critiques fusent de toutes parts. On lui reproche de ne pas être un réel amateur puisqu'il s'est préalablement produit dans de nombreuses représentations publiques. Ce à quoi Paul Potts réplique qu'il n'a jamais prétendu être un autodidacte, mais qu'il était totalement amateur dans la mesure où ses prestations passées ne lui ont apporté aucune rémunération.
Beaucoup de critiques musicaux ne sont pas tendres à son égard :
- « Mr. Potts est un chanteur ordinaire, tel qu'on peut en trouver dans chaque troupe d'amateurs, dans chaque coin du pays. Sa voix retentit de manière incontrôlée et sa prononciation est saccadée.[6] »
- « Son chant est techniquement plutôt médiocre. Ce qui est crucial c'est que lui, le vendeur de téléphone portable, a réussi dans le chant. C'est pour cela qu'il a été célébré par le public, pour son extraordinaire histoire.[7] »
- « Je connais des étudiants qui peuvent faire mieux.[8] »
- « Malgré le battage, Paul Potts a beaucoup de chemin à parcourir.[9] »

## Discographie

### Albums
- One Chance, 16 juillet 2007, classé no 1 dans 13 pays. (Royaume-Uni, Irlande, Corée du Sud, Norvège, Danemark, Suède, Hong Kong, Nouvelle-Zélande, Australie, Canada, Colombie, Mexique, Allemagne)[réf. nécessaire]
- Passion, juin 2009

### Single
- Nessun Dorma, 2007

### Film
- En 2013, James Corden l'incarne dans le film biographique One Chance réalisé par David Frankel.